# Остроградський Михайло Михайлович
Миха́йло Миха́йлович Острогра́дський (Остроградський-Апостол; 21 грудня 1870, с. Пашенівка, Кобеляцький повіт — 30 жовтня (інша дата 30 грудня) 1923, Бухарест) — український військовий діяч, контрадмірал, командувач Чорноморським флотом Української Держави.

## Життєпис

### На службі імперії

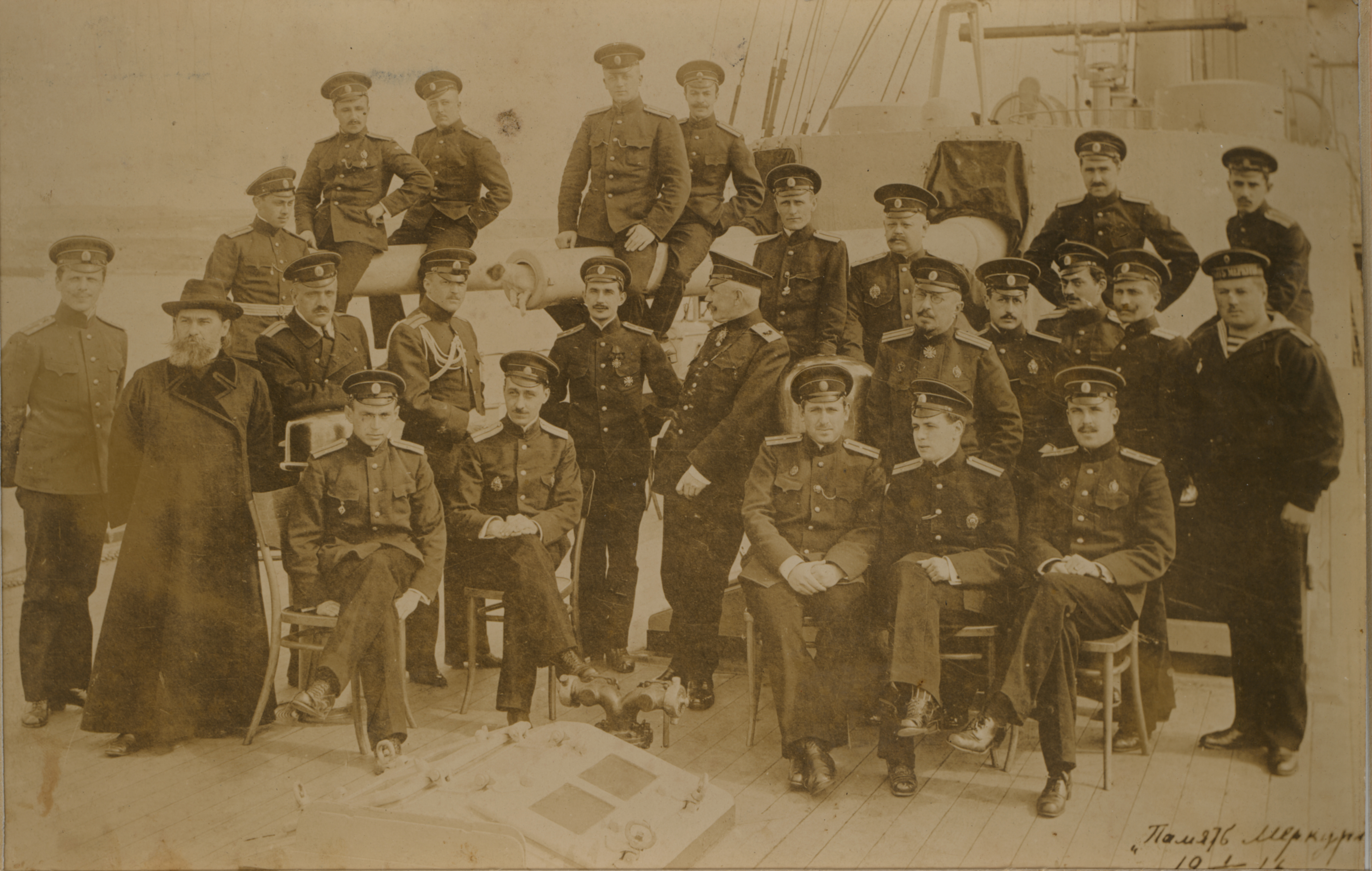
Офіцери крейсера «Пам’ять Меркурія» (1915/1916 рік): контр-адмірал А. Г. Покровський стоїть в центрі (в профіль), капітан 1-го рангу М. М. Остроградський — праворуч від нього, в тому ж ряду.

Народився у селі Пашенівка (тепер Козельщинського району) на Полтавщині в старовинній козацькій родині, що походила від гетьмана Данила Апостола. Тому в деяких джерелах прізвище адмірала пишеться ще й як Остроградський-Апостол.
Військову кар'єру розпочав у 1884 році в Морському училищі. Навчання завершив із «Золотим знаком». Потім навчався у Військово-Морській Академії.
В 1890 році — мічман 2-го Чорноморського герцога Единбурзького екіпажу. У 1896 році — мінний офіцер першого розряду, з 1901-го по 1906 роки — старший офіцер канонерських човнів.
В 1906 році — командир ескадреного міноносця «Моторошний» (рос. «Жуткий»).
1908 року призначений флаг-капітаном командира окремого Практичного загону Чорного моря, а з 1912 року — флаг-капітаном штабу начальника бригади лінійних кораблів.
28 липня 1914 року М.Остроградського, як одного з найдосвідченіших офіцерів, призначають командиром крейсера «Пам'ять Меркурія» (рос. "Память Меркурия").
Крейсер протягом війни був одним з найактивніших бойових кораблів флоту, діяв на ворожих комунікаціях в районах Босфору, Варни, Констанци та Кавказького узбережжя. 4 листопада 1916 року крейсер «Пам'ять Меркурія» спільно з есмінцем «Пронизливий» (рос. «Пронзительный») провели успішну набігову операцію на румунський порт Констанца, що на той час був захоплений турецько-болгарськими військами.
В листопаді — грудні того ж року М. Остроградський вогнем корабельної артилерії забезпечував висадку десантів у гирлі Дунаю на румунському фронті, вів протиборство з німецько-турецьким флотом та їхніми перевезеннями морем.
За виявлені мужність і хоробрість під час бойових дій Першої світової війни в Чорному морі М. Остроградський був нагороджений орденами Святого Станіслава II ступеню, Святої Анни II ступеню, Святого Володимира IV ступеню з мечами, а також грецькими, бельгійськими, болгарськими військовими орденами, медалями та іншими нагородами. Напружена військова кампанія призвела до важкої застуди наприкінці 1916 року.
6 січня 1917 року, ледь одужавши, Михайло Остроградський стає командиром лінійного корабля «Св. Євстафій», а через два дні — й членом комісії з призначення пільг і привілеїв особовому складу флоту за війну.

### Будівничий українського флоту
6 травня 1917 року капітана 1 рангу Михайла Остроградського призначають комендантом Севастопольської фортеці, тобто командиром Севастопольського гарнізону, і обирають головою Георгіївської комісії Чорноморського флоту.
17 травня з Одеси до Севастополя прибув воєнний міністр Тимчасового уряду Росії Олександр Керенський. Ввечері, на штабному лінкорі «Георгій Побідоносець», його зустрічали командувач флоту Олександр Колчак та комендант Севастопольської фортеці М. Остроградський. Керенський перед строєм моряків агітував за продовження війни і за єдину Росію. Але агітація Керенського особливого враження на Остроградського та інших моряків не справила.
З розвалом Російської імперії та проголошенням в Україні Центральної Ради, Михайло Остроградський активно включається в процес українського військового будівництва. Його вважають ініціатором «прапорової» українізації Чорноморського флоту в 1917—1918 роках. Він однозначно зайняв чітку і тверду позицію щодо відродження державного флоту України.
На початку травня 1917 року Севастополем пройшла чутка, що на флот має приїхати Ленін. Питання розглядали делегатські збори флоту. За пропозицією М. Остроградського, 340 з 409 делегатів проголосували проти його приїзду до Севастополя. У зв'язку з таким рішенням зборів Центрофлот направив телеграму в усі гарнізони флоту: «Ні в якому разі не допустити приїзду Леніна у Севастополь».
У червні 1917 року відбулись вибори Севастопольської Ради, до якої увійшло 50 українських соціал-революціонерів, прихильників Центральної Ради. А член Центральної Ради і Загальноукраїнської Ради військових депутатів Костянтин Величко був обраний головою Севастопольської Ради. Депутатом Ради було обрано і Михайла Остроградського, а з 30 серпня разом з контрадміралом Сабліним він очолив Центрофлот — колегіальний орган з керівництва всім особовим складом флоту.
Після проголошення Української Народної Республіки в листопаді 1917 року, тодішній командувач ЧФ контрадмірал Олександр Немітц за підтримки Михайла Остроградського направив телеграму Генеральному Секретарю військових справ УНР про визнання флотом влади УНР. За ці дії О. Немітца терміново викликали в Петроград, куди він і вибув 13 грудня, здавши посаду командувача контрадміралу Михайлу Сабліну.
Після створення у Києві Морського генерального секретаріату Михайло Остроградський почав вимагати прискорення прийняття рішення про підпорядкування Чорноморського флоту Україні. Звернувся до Центральної Ради з проханням зарахувати його на службу до українських збройних сил.
9 листопада, при активній допомозі начальника Севастопольської фортеці М.Остроградського, до Києва, на підтримку Центральної Ради, був направлений український морський полк ім. гетьмана Петра Сагайдачного.
21 квітня 1918 року, на нараді Центрофлоту, капітан 1 рангу Михайло Остроградський твердо заявив, що кораблі і військові частини, які стоять під українськими прапорами, виконувати наказ радянського уряду Росії від 26 березня 1918 про перехід флоту до Новоросійська не будуть і підпорядковуються законному уряду незалежної України.
30 квітня, після відходу частини флоту, через провокацію більшовиків, до Новоросійська, Остроградський призначений командувачем Українським Воєнним Флотом у Севастополі.
Зайнявши пост командувача флоту, Михайло Остроградський, спільно з контрадміралами В'ячеславом Клочковським та Сергієм Бурлеєм, організували на «Георгії Побідоносці» штаб українського флоту і взялися розбудовувати флот.
Під його командуванням знаходилося 7 лінкорів, 3 крейсери, 12 есмінців, дивізія підводних човнів та транспортна флотилія колишнього Чорноморського флоту.
21 травня 1918 — призначений Павлом Скоропадським представником Української Держави у Криму. Вів переговори з командуванням німецьких військ, які зайняли Крим, щодо збереження Українського Чорноморського Флоту.
На початку червня, наказом гетьмана Скоропадського, Михайлові Остроградському присвоюється військове звання контрадмірал.
Проте, прямий і рішучий характер контрадмірала М. Остроградського і його принципова позиція у відстоюванні інтересів національного флоту викликали конфлікт з генералом фон Кошем, який все поглиблювався.
Остроградський не допустив німецького військово-морського аташе, голову Морської технічної комісії німців, контрадмірала А. Гопмана до управління флотом, залишивши йому лише військово-дипломатичні функції, і наказав піднімати німецький прапор лише поряд з українським.
Дає телеграму коменданту порту в Керчі з вимогою до демобілізаційної комісії приступити до передачі суден їхнім власникам і забороняє їх плавання під німецькими прапорами.
Одержавши телеграму з Поті і Батумі, що там, у Грузії, зібрались українські біженці, відповідно 4000 і 1000, Остроградський взявся організувати їхнє повернення в Україну флотськими транспортами. Але німці не допустили виходу суден в море.
Про ситуацію, що склалася у взаєминах з німецьким командуванням, М.Остроградський доповів гетьману. Павло Скоропадський вирішив не загострювати стосунки і 10 червня 1918 року замість Остроградського призначив своїм представником у Севастополі та Криму більш дипломатичного контрадмірала В'ячеслава Клочковського, командира дивізії підводних човнів.
29 липня Михайло Остроградський звільняється з посади коменданта Севастопольської фортеці, здає справи голови Георгієвської комісії та стає начальником 2-ї бригади лінійних кораблів.
У грудні 1918 року до влади в Україні приходить Директорія, яка відновлює Українську Народну Республіку. 25 грудня морським міністром призначається Михайло Білинський. Своїм товаришем (заступником) він запрошує Михайла Остроградського.
Морське міністерство під керівництвом М.Білинського і М.Остроградського, як згадував учасник тих подій Святослав Шрамченко, було найдієвішим з усіх попередніх міністерств.
У 1919 році Остроградський передав уряду УНР ряд цікавих матеріалів з сімейного архіву, які значно доповнили історичні дані про його предка, гетьмана Апостола, та ті часи.
Тим часом, зі сходу на Україну наступали більшовики. Крим і Севастополь окупували війська Антанти, а згодом білогвардійські загони А.Денікіна. Директорія відступила на територію Західної України, яка знаходилася під владою Польщі.
Наказом по Директорії УНР 17 квітня 1920 року Симон Петлюра призначив контрадмірала Михайла Остроградського «Головним начальником Чорноморського флоту та Заступником Військового Міністра по справах Військового та Торговельного Мореплавання». Одночасно з наказом про призначення, Симон Петлюра затвердив М.Остроградському «Повновласть», тобто, крім командувача флотом, уряд УНР призначав Остроградського ще й «представником Української Республіки на півдні України по справах Воєнного та Торговельного мореплавання.» У межах своєї посади йому доручалося разом з послами УНР, а також особисто, входити в контакти з урядами інших держав як офіційному представникові УНР.
Остроградський, разом з іншими військовими фахівцями, радив Петлюрі спрямувати основний наступ українсько-польських сил не на Київ, а на Одесу. Це б дало вихід до моря, де ще й досі стояли вірні уряду УНР судна і підводні човни, та давало змогу залучити до звільнення України велику кількість національно свідомих моряків-чорноморців і підняти велике антибільшовицьке повстання на півдні та в центрі України. Однак, цей план був відкинутий. Втрата державного флоту в Одесі та Криму стала наслідком нехтування Головним отаманом С.Петлюрою пропозицій штабу М.Остроградського.
Після звільнення Києва українськими військами 7 травня, М.Остроградський свої зусилля направляє на відродження бойової сили флоту, заново створює Дніпровську флотилію зі штабом у Києві.
Проте дуже швидко більшовики, стягнувши з Росії свої основні сили, почали витісняти українську армію з України. У цій ситуації М.Остроградський направляє свої зусилля на переговори зі штабом армії Антанти. Очолював Військово-морську місію УНР в Румунії. Але Антанта, і в першу чергу Франція, робила ставку на білий рух у Росії.
Восени 1920 року, з Бухареста намагається вести переговори з представниками адмірала Врангеля, що замінив генерала Денікіна в Криму. Мав намір для цього приїхати до Севастополя. Проте, головний отаман військ УНР заборонив М.Остроградському їхати в Крим.
У листопаді 1920 року Червона Армія витіснила українсько-польські війська з України. Контрадмірал Михайло Остроградський вимушений був залишитися на еміграції в Румунії.
Помер у Бухаресті 30 жовтня 1923 року, де і похований.

## Вшанування пам'яті
- 23 серпня 2020 року 35-та окрема бригада морської піхоти Збройних сил України отримала почесне найменування «імені контрадмірала Михайла Остроградського»[3].
- Вулиця Адмірала Остроградського у місті Кременчук.
- У місті Одеса вулицю Макарова перейменували на вулицю Контрадмірала Остроградського.[4]
- У місті Дніпро вулицю Можайського перейменували на вулицю Адмірала Остроградського.[5]

### Відео
- Михайло Остроградський - будівничий флоту незалежної України на YouTube